# Шандровець (потік)
Шандровець — гірський потік в Україні у Калуському районі Івано-Франківської області. Правий доплив річки Свічі (басейн Дністра).

## Опис
Довжина потоку приблизно 3,92 км, найкоротша відстань між витоком і гирлом — 3,72  км, коефіцієнт звивистості річки — 1,05 . Формується багатьма безіменними струмками.
В гирлі потоку розташований однойменний водоспад Шандровець (1,5 м).

## Розташування
Бере початок на південно-західних схилах гори Негрин (1195,3 м). Тече переважно на північний захід мішаним лісом і на південно-західній стороні від села Підліски впадає у річку Свічу, праву притоку річки Дністра.

## Цікаві факти
- Біля гирла потоку пролягає автошлях Р21[4] (автомобільний шлях регіонального значення на території України. Проходить територією Івано-Франківської та Закарпатської областей через Долину — Міжгір'я — Хуст.).